# John M. Palmer

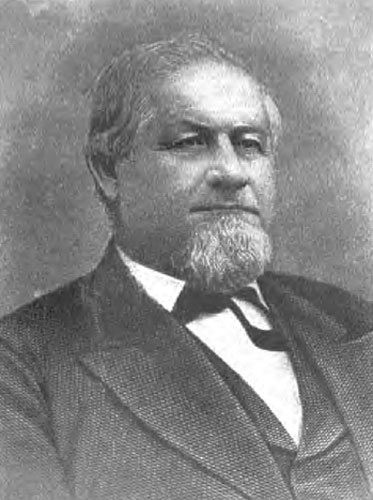
John M. Palmer

John McAuley Palmer, född 13 september 1817 i Eagle Creek, Kentucky, död 25 september 1900 i Springfield, Illinois, var en amerikansk general och politiker. Han var presidentkandidat för National Democratic Party i presidentvalet i USA 1896. Palmer bytte parti flera gånger under sin politiska karriär.
Palmer inledde sin politiska karriär som demokrat. Han var ledamot av delstatens senat i Illinois 1852–1854 och 1856. Palmer var starkt emot slaveriet och han gick med i republikanerna. Han var delegat till republikanernas partikonvent 1856. Han var republikansk elektor i presidentvalet i USA 1860 som partiet vann.
Palmer tjänstgjorde i amerikanska inbördeskriget på nordstaternas sida. Han deltog bland annat i slaget vid Chickamauga 1863. Han återgick 1866 till det civila som generalmajor. Han var den 15:e guvernören i Illinois 1869–1873.
Palmer blev senare demokrat på nytt. Han var ledamot av USA:s senat 1891–1897. Demokraterna splittrades inför 1896 års presidentval. John Peter Altgeld, dåvarande guvernören i Illinois, stödde William Jennings Bryan som också nominerades av partiet. Palmer kunde inte acceptera Bryan som demokraternas kandidat och ställde själv upp som utbrytarpartiet National Democratic Partys presidentkandidat. Hans vicepresidentkandidat var Simon Bolivar Buckner. Presidentkandidaten Palmer stod för klassisk liberalism och förespråkade guldmyntfoten. Utbrytarpartiets medlemmar kallades gulddemokrater (Gold Democrats), eftersom guldmyntfoten var deras profilfråga till skillnad från Bryan, som förespråkade en silvermyntfot. Palmer fick 1 % av rösterna i presidentvalet. Han blev en knapp trea, eftersom Prohibition Partys kandidat Joshua Levering fick 0,9 %. Demokraternas splittring hjälpte valets vinnare, republikanen William McKinley.
Palmers grav finns på City Cemetery i Carlinville.